# 308. brigada za civilne zadeve (ZDA)
308. brigada za civilne zadeve (izvirno angleško 308th Civil Affairs Brigade) je bila brigada za civilne zadeve Kopenske vojske Združenih držav Amerike.